# Timóteo Francisco Nemésio Pereira Cordeiro
Timóteo Francisco Nemésio Pereira Cordeiro OFMCap (* 20. März 1928 in Canindé, Ceará, Brasilien; † 20. März 1990) war ein brasilianischer Ordensgeistlicher und römisch-katholischer Bischof von Tianguá.

## Leben
Timóteo Francisco Nemésio Pereira Cordeiro trat der Ordensgemeinschaft der Kapuziner bei und empfing am 15. März 1953 das Sakrament der Priesterweihe.
Am 13. März 1971 ernannte ihn Papst Paul VI. zum ersten Bischof von Tianguá. Der Bischof von Sobral, Walfrido Teixeira Vieira, spendete ihm am 4. Juli desselben Jahres die Bischofsweihe; Mitkonsekratoren waren die Weihbischöfe in Fortaleza, Raimundo de Castro e Silva und Gérard de Milleville CSSp.